# Kývalka
Kývalka (dříve také pod místní nářeční podobou Kévalka) je osada, součást obce Omice v okrese Brno-venkov v Jihomoravském kraji. Od centra obce je vzdálena vzdušnou čarou 2,5 km severozápadně. Je tvořena dvanácti domy. Založena byla v roce 1844 zřízením panského dvora Josefhof na katastru zaniklé obce Bukovany (dnes katastr Omice).
Mimo jiné je zde kemp využívaný návštěvníky při akcích na nedalekém Masarykově okruhu, jezdecká a chovatelská stáj, kynologický klub a pokusný včelín Kývalka.
Jižně od osady se rozkládá mimoúrovňová křižovatka dálnice D1 (exit 182 Kývalka) a silnice I/23, která odtud pokračuje k Rosicím ve čtyřpruhovém uspořádání. Na tuto křižovatku je také napojena silnice II/602 z Brna. Dopravní obslužnost je rovněž zajištěna autobusovými linkami Integrovaného dopravního systému Jihomoravského kraje z Brna směrem na Ostrovačice.